# Licola
Lìcola è una località della città metropolitana di Napoli a cavallo tra i comuni di Giugliano in Campania e Pozzuoli che prende il nome dal Lago di Licola, il quale ne occupava anticamente parte della superficie.  
Località di vacanze estive, caratterizzata da coste basse e con sabbia fine, è posta lungo il litorale domizio.
È composta da tre zone, Licola Borgo e Licola Lido, nel comune di Pozzuoli, e Licola Mare nel comune di Giugliano.

## Geografia fisica

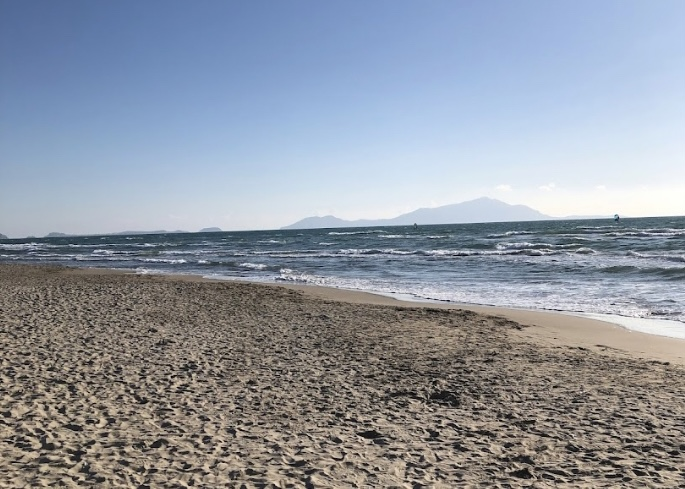
Spiaggia di Giugliano in Campania, frazione Licola. Si intravede l'isola d'Ischia sullo sfondo.

### Territorio
Sorge sulla costa del Mar Mediterraneo e si sviluppa in direzione nord-sud lungo il litorale domitio-flegreo. È una fascia di terra rivolta verso il mare, larga tre chilometri e lunga una decina di chilometri circa, che inizia a circa un chilometro dal monte di Cuma e termina da un lato con Varcaturo e dall'altro con la località "La Schiana".
Essendo contigua a Cuma, gli aspetti geologici e morfologici risultano sostanzialmente gli stessi. La costa ha una linea insolitamente regolare rispetto ai prolungamenti nord-sud ed è formata da una fascia bassa e sabbiosa di colore chiaro e paglierino, risultato dell'erosione alle pareti tufacee disseminate lungo tutta la zona.
Verso l'interno s'incontrano fasce dunari: una prima fascia esterna soggetta ad erosione marina, ed una seconda fascia più interna, stabilizzata dalla vegetazione.
Ancora oltre verso l'interno, s'incontra la Silva Gallinaria ossia un sistema di fitta vegetazione, formato da lecceto su fondo arido e sabbioso.
Nella zona accanto al Casino di caccia reale un tempo si trovava il lago di Licola poi bonificato. Le aree prosciugate e le zone antistanti sono oggi utilizzate per la coltivazione agricola, grazie l'elevata fertilità del terreno (vigneti e frutteti).
Gli insediamenti abitati sono costituiti da parchi e case sparse raccolte lungo via Licola Mare o via del Mare e attorno a piazza San Massimo. Verso est, sale rapidamente l'altitudine e vi si trovano altri nuclei abitati, sino ad arrivare al confine con Monterusciello. 
Sorgeva su zone paludose della Pianura Campana, che durante il ventennio fascista, hanno subito il processo di bonifica agraria.
Dagli anni 50 il suo sviluppo demografico è cresciuto in modo esponenziale e ha assistito ad una cementificazione incontrollata anche su aree demaniali. Versa in condizioni di degrado.
Una parte dell'area rientra nella Zona rossa dei Campi Flegrei.

### Clima
Licola gode del tipico clima mediterraneo, con estati calde e secche ed inverni piovosi non troppo freddi, particolarmente mite nei periodi autunnali e primaverili, grazie anche alla brezza marina che spira da ovest. Il sole splende per più dei ¾ dell'anno solare e la sua classificazione climatica si riferisce a quella del comune di Pozzuoli ossia classe “C”.
L'istituto professionale di stato per l'agricoltura e l'ambiente (IPAA) "Filippo Silvestri" ha istituito un'area meteo per la rilevazione dati sulla meteorologia locale.

## Geografia antropica

### Suddivisioni amministrative
La località è suddivisa tra due comuni. In particolare, la parte meridionale è suddivisa tra le frazioni Licola Centro (nota anche come Licola Borgo) e Licola Lido (nota anche come Lido di Licola) del comune di Pozzuoli, compresa la località La Schiana, che confinano a est con la frazione Monterusciello del comune medesimo e a sud con la frazione Cuma-Fusaro del comune di Bacoli. 
La parte settentrionale, nota come Licola Mare, costituisce parte integrante della frazione Lago Patria del comune di Giugliano in Campania, di cui comprende la località Varcaturo. Quando il comune di Giugliano era suddiviso in circoscrizioni, rientrava nella circoscrizione Licola - Lago Patria.
Il centro abitato ruota attorno piazza San Massimo, la più antica della località, dove si trovano la chiesa parrocchiale (dedicata al medesimo santo), le scuole, l'ufficio postale e la locale sezione d'anagrafe del comune di Pozzuoli. Non lontano è presente anche la stazione "Licola" dell'Arma dei Carabinieri. Un'altra piazza importante della località è la piazza Cristoforo Colombo.

## Storia
La località di Licola, assieme alle vicine località di Lago Patria e Varcaturo, forma quella zona di territorio che anticamente fu abitato dagli Osci nel V – IV secolo a.C., fondatori di numerose città in Campania, tra cui Liternum, che era situata proprio a nord di questo territorio. La stretta vicinanza geografica a Cuma la lega ai popoli greci che colonizzarono e coltivarono la zona.
La prima testimonianza relativa a Liternum è di epoca romana ed è stata tramandata dallo storico Tito Livio, il quale racconta che nel 194 a.C. trenta famiglie romane istituirono qui una colonia. In seguito vi si aggiunsero molte altre colonie e nel II secolo Liternum risultava essere già una prefettura tra le più fiorenti della Campania felix. Liternum fu inoltre, una delle quattro più antiche città della Campania in cui si diffuse per primo ed in maniera molto estesa il Cristianesimo, nel I e II secolo. La città venne progressivamente abbandonata dopo il IV secolo d.C.
Di quel periodo storico oggi restano i reperti archeologici del foro, il tempio, la basilica e il teatro.

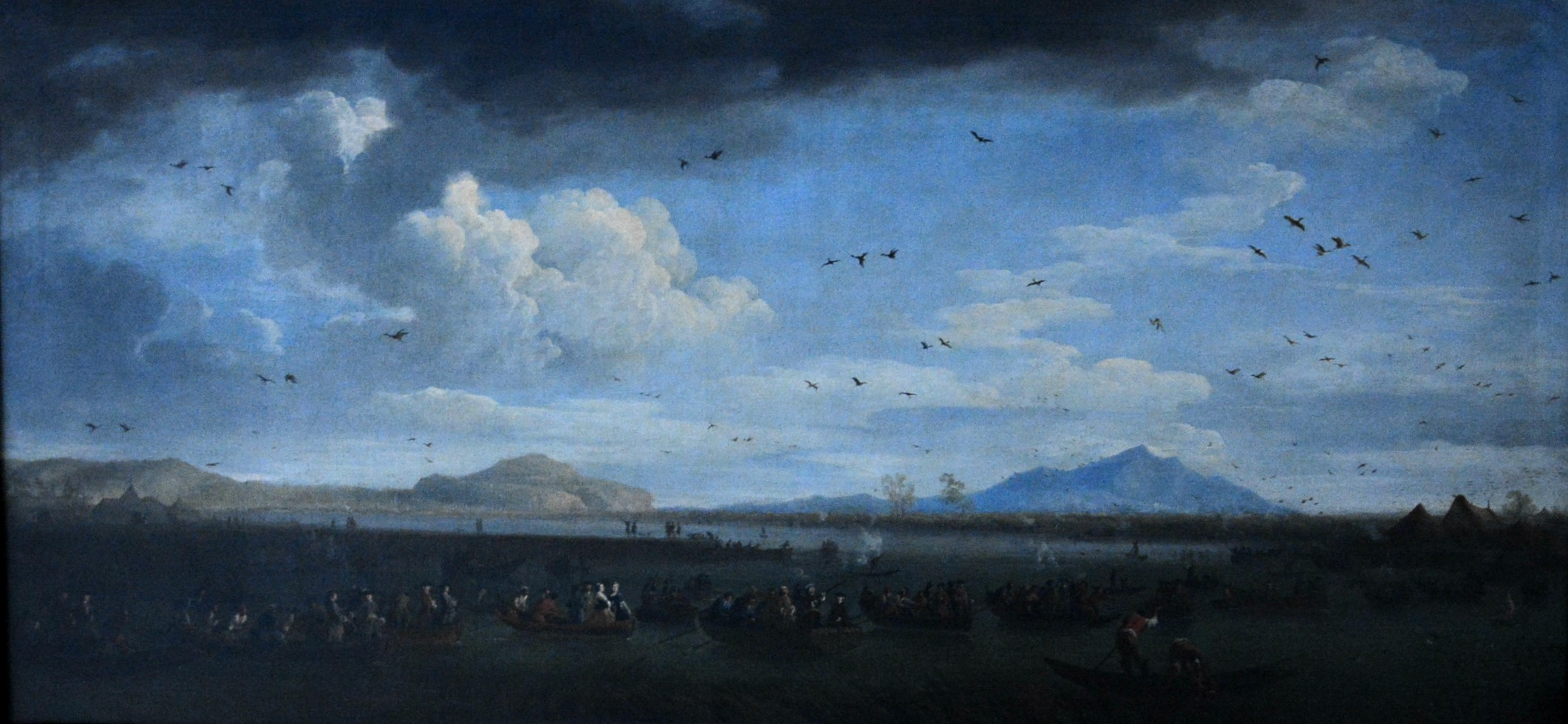
Carlo di Borbone a caccia di folaghe sul lago di Licola, 1746

La zona di Licola è rimasta per molto tempo paludosa quasi disabitata ed era spesso meta di battute di caccia reali, come testimoniato, anche, dal dipinto "Carlo di Borbone a caccia di folaghe sul lago di Licola" realizzato nel 1746 e conservato all'interno del Museo nazionale di Capodimonte, a Napoli.
Negli anni trenta del XX secolo, la zona subì un processo di trasformazione con lo scopo di recuperarla allo sfruttamento agricolo. I pantani vennero prosciugati, ma il rischio idrogeologico permane ed è stato accentuato dalla continua cementificazione che hanno subito le aree naturali. Nel Novecento, durante il ventennio fascista vi era una grande azienda agricola diretta dalla Opera Nazionale Combattenti costruita dal governo Mussolini. Con l'inizio della seconda guerra mondiale l'azienda cessò l'attività e fu successivamente dismessa. 
Negli anni sessanta e settanta Licola divenne un luogo di grande attrazione turistica, e parallelamente negli anni settanta e ottanta, il territorio divenne sede di numerose cave per l'estrazione della sabbia, ora tutte chiuse con bonifica dei siti per effetto dei vincoli ambientali ed archeologici varati dalla soprintendenza per i beni culturali e ambientali e da quella per i beni archeologici.
Dopo il terremoto dell'Irpinia del 1980 ed alcuni episodi di bradisismo del 1982 la località diventò luogo nel quale ricoverare gli sfollati e andò degradandosi, salvo registrare un rilancio turistico negli anni novanta.
La località è logorata dal problema dell'abusivismo edilizio, che ha causato ingenti danni urbanistici, sociali e ambientali alla zona.

## Monumenti e luoghi d'interesse
- Chiesa di San Massimo e di Santa Maria Goretti, realizzata nel 1964.
- Casino di caccia borbonico[8] sorto sul lago di Licola, con adiacente cappella di san Giuseppe.
- Torre San Severino, è una delle torri costiere del Regno di Napoli, nel XII secolo fu annessa al monastero napoletano dei Santi Severino e Sossio[9], sono presenti anche resti di epoca romana.
- Antica via Domiziana, una parte dell'antica strada è visibile nei pressi dell'istituto di istruzione superiore[10].
- Sito archeologico di Liternum (A nord di Licola, nella località di Lago Patria), il luogo in cui il comandante romano Scipione l'Africano si ritirò in esilio volontario da Roma[11]; assieme ai suoi più fidati legionari, e alle rispettive famiglie, vi dedusse una colonia romana.
- Sito archeologico di Cuma (A sud di Licola), con l'acropoli e l'antro della Sibilla, sede della Sibilla cumana; nei pressi è situato l'antico Arco Felice.
- Casamatta (o caposaldo) "Bari" e "Bolzano"[12], architetture militari di difesa realizzate durante la seconda guerra mondiale dal regio esercito[13], situate nella zona di San Severino e Grotta dell'olmo.
- Colonna eretta dall'ONC sul tracciato della antica via Domitiana[14] nel tratto Licola-Varcaturo.

### Aree naturali
- La parte nord[15] del territorio è inserita nella riserva naturale Foce Volturno - Costa di Licola. Lungo la costa si estendono frammenti di foresta mediterranea sempreverde (che in antichità veniva chiamata dagli antichi romani silva Gallinaria).
- La parte sud[16] è tutelata come Sito di interesse comunitario "Foce di Licola"[17] (foce dell'ex lago di Licola). Il parco regionale dei Campi Flegrei preserva le dune e l'habitat presente nella zona, include zone dichiarate sito di interesse comunitario e zona di protezione speciale per la rarità di specie che ospita, come il giglio di mare (Pancratium maritimum). La vegetazione è composta da piante alofile: cakileto, ammofileto, nella parte del versante marino, mentre quella più interna si caratterizza dalla macchia mediterranea. Vi è stato scoperto il giglio di Cuma, che cresce solo in questa zona[senza fonte]. L'area floristica di Licola è rifugio naturale di numerose specie di uccelli palustri e non, sia stanziali che migratori, molti dei quali in via d'estinzione. Da segnalare il ritorno dell'airone, mentre sulle spiagge si sono avuti avvistamenti di tartarughe marine Caretta Caretta.
- Il fondale marino antistante la spiaggia di Licola - Cuma, fra le isole di Ischia e Ventotene, custodisce ciò che in materia è definito canyon sottomarino ("canyon di Cuma"), rifugio per cetacei come delfini e balenottere.

## Cultura
- Licola ha avuto un momento di notorietà quando le fu dedicata una canzone, composta dal cantautore Edoardo Bennato. Uscì nel marzo 1980 nell'album Uffà! Uffà! ed il titolo è proprio "A Licola".
- A Licola è ambientato il cortometraggio di Paolo Sorrentino intitolato L'amore non ha confini del 1998.

## Economia
L'economia dell'area licolense si basa sostanzialmente sul settore primario e terziario.
Molto sviluppate sono le colture di frutteti e vigneti, che grazie all'elevata fertilità del terreno forniscono discrete quantità ad elevata qualità. Da segnalare che quest'area è zona d'origine di vigneti di falanghina dei Campi Flegrei e pedirosso dei Campi Flegrei.
Il settore terziario è rivolto, quasi nella sua totalità, al turismo, mostrando un notevole sviluppo di strutture balneari e alberghiere, con una consistenza numerica fra campeggi ed alberghi di circa 2.500 posti letto.
Inoltre la zona è sede di numerose attrazioni turistiche: ristoranti, piscine, parchi acquatici come il Acqua Flash (ex Pareo Park), discoteche; ed è meta privilegiata di un notevole flusso di persone provenienti dalle intere province di Napoli e Caserta, sia durante il periodo estivo che primaverile.

## Infrastrutture e trasporti

### Strade
Licola è attraversata da diverse strade come: la Strada statale 7 quater Via Domitiana che si collega alla Tangenziale di Napoli, la SP Domiziana e la strada via San Nullo che prende il nome dall'antica Cappella di San Nullo situata nella zona.

### Mobilità urbana

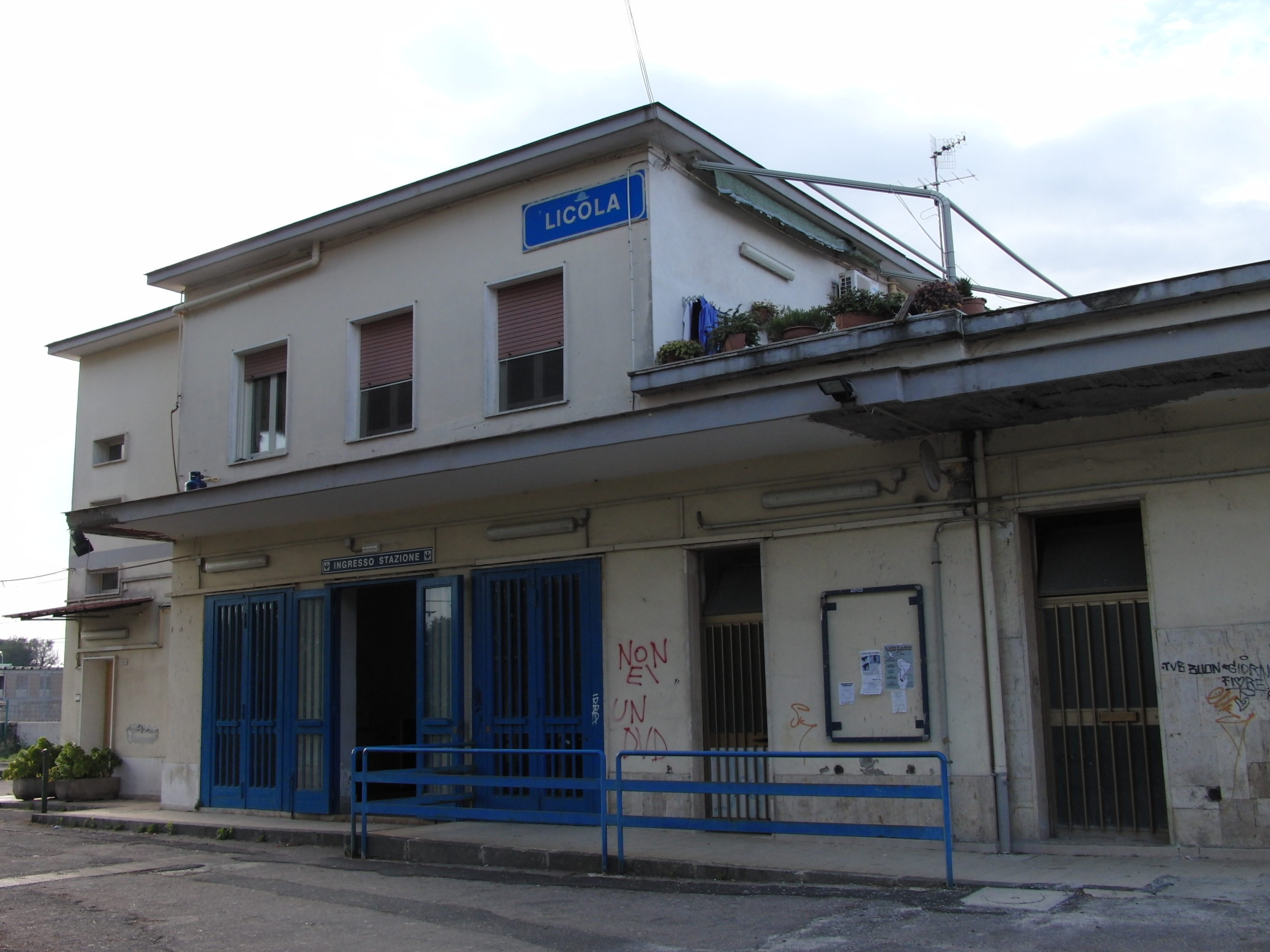
Stazione ferroviaria di Licola

L'ambito dei trasporti urbani si affida alla ferrovia Circumflegrea ed al trasporto su gomma. La Circumflegrea è una ferrovia suburbana che collega la costa di Licola–Cuma con il centro di Napoli. La zona è servita dalla stazione di Licola ed era servita anche dalla stazione di Marina di Licola (quest'ultima chiusa definitivamente nel 2017).
Le compagnie che gestiscono il trasporto urbano con autolinee sono la EAV e AIR Campania (subentrate a CTP). Esiste anche una linea del trasporto pubblico locale di Giugliano, Gepatour, che collega piazza Cristoforo Colombo con il centro storico.

### Infrastrutture militari
Il suo territorio ospita il 22º Gruppo Radar (22º Gr.R.A.M.), ente dell'Aeronautica militare che opera con compiti di sorveglianza dello spazio aereo dell'area del medio e basso Tirreno.

### Infrastrutture civili
A Licola è presente un depuratore di acque reflue, il depuratore di Cuma.